# Telekom S-League 2024
La Telekom S-League 2024 è stata la 14ª edizione della massima serie del campionato di calcio salomonese. Il campionato è iniziato il 27 aprile 2024 e si è concluso il 4 ottobre successivo. 
La squadra campione in carica era il Solomon Warriors. Il titolo è stato vinto dal Central Coast, per la seconda volta nella sua storia.

## Stagione

### Novità
Al termine della scorsa stagione sarebbe dovuto retrocedere il Real Kakamora, ultimo classificato nella stagione regolare, ma la serie inferiore non è stata disputata, per cui non è stato possibile promuovere squadre e il Real Kakamora è stato ripescato.

### Formula
Il campionato si gioca con un girone all'italiana con partite di andata e ritorno, per un totale di 22 giornate. Al termine di esse, la squadra prima classificata è campione delle Isole Salomone e qualificata alla OFC Champions League 2025 insieme alla seconda classificata. L'ultima classificata viene retrocessa in seconda divisione.

## Squadre partecipanti
| Club             | Città   | Stagione precedente           |
| ---------------- | ------- | ----------------------------- |
| Central Coast    | Honiara | 2° in Telekom S-League 2023   |
| Henderson Eels   | Honiara | 10° in Telekom S-League 2023  |
| Honiara City     | Honiara | 4° in Telekom S-League 2023   |
| Juniper FC       | Honiara | 11° in Telekom S-League 2023  |
| Kossa            | Honiara | 5° in Telekom S-League 2023   |
| Laugu Utd.       | Honiara | 7° in Telekom S-League 2023   |
| Marist           | Honiara | 6° in Telekom S-League 2023   |
| Real Kakamora    | Honiara | 12° in Telekom S-League 2023  |
| Solomon Warriors | Honiara | Campione delle Isole Salomone |
| SOSA             | Honiara | 8° in Telekom S-League 2023   |
| Southern United  | Honiara | 9° in Telekom S-League 2023   |
| Waneagu United   | Honiara | 3° in Telekom S-League 2023   |

## Classifica
|                           | Pos. | Squadra          | Pt | G  | V  | N | P  | GF | GS | DR  |
| ------------------------- | ---- | ---------------- | -- | -- | -- | - | -- | -- | -- | --- |
| Isole Salomone (bandiera) | 1.   | Central Coast    | 53 | 22 | 16 | 5 | 1  | 70 | 18 | +52 |
|                           | 2.   | Solomon Warriors | 52 | 22 | 16 | 4 | 2  | 76 | 21 | +55 |
|                           | 3.   | Real Kakamora    | 45 | 22 | 14 | 3 | 5  | 58 | 23 | +35 |
|                           | 4.   | Laugu Utd.       | 43 | 22 | 12 | 7 | 3  | 43 | 21 | +22 |
|                           | 5.   | Henderson Eels   | 36 | 22 | 10 | 6 | 6  | 45 | 35 | +10 |
|                           | 6.   | Marist           | 34 | 22 | 10 | 4 | 8  | 36 | 39 | -3  |
|                           | 7.   | Waneagu United   | 33 | 22 | 9  | 6 | 7  | 35 | 33 | +2  |
|                           | 8.   | Honiara City     | 17 | 22 | 4  | 5 | 13 | 42 | 63 | -21 |
|                           | 9.   | SOSA             | 17 | 22 | 4  | 5 | 13 | 25 | 56 | -31 |
|                           | 10.  | Kossa            | 17 | 22 | 4  | 5 | 13 | 31 | 65 | -34 |
|                           | 11.  | Southern United  | 14 | 22 | 3  | 5 | 14 | 19 | 51 | -32 |
|                           | 12.  | Juniper          | 6  | 22 | 1  | 3 | 18 | 23 | 78 | -55 |

Legenda:
      Campione delle Isole Salomone e ammessa alla OFC Champions League 2025.
 Retrocessione diretta.